# Споменица четрдесетогодишњице Светоандрејске скупштине
Споменица четрдесетогодишњице Светоандрејске скупштине је било одликовање Краљевине Србије. 

## Историјат
Након доласка на власт 1893. године, млади краљ Александар Обреновић био је под јаким утјецајем свог оца Милана, који је крајем 19. вијека постао сива еминенцијом српске политике. Милан се, упркос прије потписаним изјавама и закону о изгнанству, вратио у Београд почетком 1894. године, што је довело до пада владе. Неутрална влада с Ђорђем Симићем на челу није опстала ни три мјесеца, већ је замијењена новом владом са Светомиром Николајевићем на челу. Та је влада укинула закон о прогонству екскраља Милана. Краљевским прогласом од 9. (21. ) маја 1894. укинут је Устав из 1888. и враћен Устав из 1869. године. Устав из 1888. године изнудили су радикали и Милан Обреновић је цијело вријеме тражио прилику да га обори. Предсједник владе Светомир Николајевић такође је покушао водити миротворну страначку политику, али томе није успио. Николајевићева влада упала је у унакрсну ватру између завађених странака и два несагласна владара, Александра и Милана Обреновића, те је морала одступити. Нову владу саставио је Никола Христић. На изборима за Народну скупштину 7. (19.) априла 1895. побиједили су напредњаци, који су подржали краља Александра, али и његову мајку Наталију. У међувремену краљ Александар почео се приближавати својој мајци, а удаљавати од оца Милана. Разлог том преображају био је више приватне него политичке природе. Разилажење с оцем кулминирало је у одбијању такозваног "Вукашинова зајма", названог према министру финанција Вукашину Петровићу, који је заједно с Миланом Обреновићем и страним банкама замислио велику финанцијску трансакцију. Из Вукашинова зајма Милан је требао извући приличну провизију, којом би покрио своје хроничне коцкарске дугове. Када је зајам одбијен. Милан Обреновић је разочаран отпутовао из Србије, а Вукашин Петровић морао је дати оставку. Убрзо након Милановог одласка, у Србију се вратила краљица мајка Наталија. Њезин долазак у Београд крајем априла (по јулијанском календару) 1895. претворио се у народну свечаност: радосно су је дочекали представници свих странака, чак и радикали који су је протјерали из земље 1891. године. Изгледало је да ће се након краљичина повратка коначно стишати страначка борба.
Међутим, несамостални краљ Александар је надаље водио двоструку политичку игру, и то веома нетактично, што је повриједило Христића и натјерало га на оставку. Новој напредњачкој влади под предсједништвом Стојана Новаковића супротставили су се изиграни радикали и краљица мајка Наталија. Влада Стојана Новаковића могла се носити сa опзициом, али је пала на првом тежем спољнополитичком проблему. Наиме, Новаковић никако није успио ускладити балканско-словенску наклоност према Црној Гори, Бугарској и Русији са нужно опортунистичком политиком према Аустроугарској Монархији. Затоје краљ Александар крајем 1896. године смијенио Новаковића и довео на власт коалициону, радикално-неутралну владу са Ђорђем Симићем на челу. Недуго затим појавио се у Београду Милан Обреновић, који није подносио радикале ни у влади ни у Скупштини. Милан је остао у Београду само две недеље, а након његова одласка Александрово повјерење у Симићеву владу нагло је ослабило. Међутим, Симићаа је подржала краљица мајка Наталија, за коју је и сам Миланов долазак у Србију значио опасну политичку пријетњу. Краљ Александар
нашао се опет у центру сукоба својих родитеља. Он је морао донијети одлуку, али та одлука није била резултат државничког промишљања, него је проистекла из љубавне опсједнутости Драгом Машин. Када се краљица Наталија испријечила између њега и Драге Машин, Александар није оклијевао; да би је уклонио из своје близине, краљ је у октобру 1897. смијенио Симићеву владу. Наталија, која је од љета боравила у Бијарицу, није се никад више вратила у Србију; њезина је политичка каријера завршила падом Симићеве владе.
Нова влада под предсједништвом Владана Ђорђевића опстала је три године. Та је влада била нестраначка и без свог програма. Међу министрима није било јединства; спајала их је само заједничка послушност према двору.  Једна од првих и свакако најважнијих одлука Ђорђевићеве владе и краља Александра била је она о постављању Милана Обреновића за врховног команданта српске војске, донијета на православни Бадњи дан 1897. године (6. јануара 1898.). Под дуалистичким режимом Александра и Милана Обреновића развио се култ династије до невиђених размјера; готово налик на византијско обожавање владара. Оснивач династије Милош Обреновић проглашен је "Великим", подижу му споменик у Пожаревцу и утемељују његов орден. Поједине школе називају се именима чланова династије: Гимназија краља Александра у Београду,  Гимназија Милоша Великог у Крагујевцу. Гимназија кнеза Михајла у Пожаревцу, Гимназија краља Милана у Нишу итд. Једна од манифестација култа династије је и прослава 40. годишњице Светоандрејске скупштине (1858 - 1898.) која је успоставила династију Обреновића.

## Споменица
Дана 12. (24.) децембра 1898. утемељена је јубиларна споменица, "за успомену четрдесетогодишњице Велике Светоандрејске скупштине и признања заслуга стечених за дом Обреновића". Медаљом су одликовани чланови Светоандрејске скупштине, официри који су служили војску у вријеме кнеза Милоша, друге војне особе и јединице, као и грађани. Указом од 25. децембра 1898. (6. јануара 1899.) године одликовани су сви официри у активној војној служби и активни војни службеници који су учествовали у ратовима 1876. - 1878. године. Право на ношење медаље добили су 11. (23.) априла 1899. и сви тадашњи активни официри, официри у пензији те официри и резервни официри који су судјеловали у ратовима 1876. - 1878. и 1885. године. Споменица је имала истакнуто мјесто у хијерархији српских одликовања. Према Закону од 3. (15.) априла 1899. рангирана је одмах иза Медаље за храброст. Споменица је необична, осмоугаоног облика, кована од сребра или посребрене бронзе пречника 34 мм. На лицу споменице је натпис: СЛАВА ВЕЛИКОМ/МИЛОШУ/СЛАВА/СВЕТОАНДРЕЈЦИМА. окружен ловоровом (лијево) и храстовом (десно) гранчицом. Између врхова гранчица је шестокрака звјездица са зракама. Натпис је стављен унутар замишљеног круга, и то тако да је водоравно положена ријеч: МИЛОШУ наглашена, састављена од слова која су знатно већа и дебља него код других ријечи натписа. На наличју се налазе благо закривљене године: 1858 - 1898. Трака је свијетлоплаве боје, с паром црвених пруга уз руб. Ријетки примјерци споменица имају сигнатуру: Ј. Ц., која упућују на бечког медаљера Јосифа Кристијана Кристлбауера. Споменица није рад којим би се медаљер попут Кристлбауера посебно поносио; уз то је и малих димензија. Зато је аутор потписан само иницијалима. Испорука споменица обављала се преко златарске радње Максе С. Антонијевића из Београда.